# Zdeněk Malý
Zdeněk Malý (7. července 1926, Praha – 9. března 2010, Praha) byl československý volejbalový reprezentant, mistr světa a dvojnásobný mistr Evropy.

## Sportovní a trenérská kariéra
Jeho sportovní i volejbalové začátky jsou spojeny s klubem Sokol Vysočany. Hrál zde pod vedením výborného sportovce dr.Josefa Češpivy. Jedním z jeho spoluhráčů byl zde i hokejový reprezentant František Pácalt mistr světa z roku 1947. V letech 1952–1953 nastoupil vojenskou službu a hrál za ÚDA Praha. Získal zde své první dva tituly mistra republiky. K nim připojil v barvách Slavia VŠ Praha další čtyři. V roce 1962 se stal spoluzakládajícím členem Slavie MFF UK Praha. V tomto klubu působil téměř 30 let jako hráč a později trenér. Během své reprezentační kariéry získal dva tituly mistra Evropy, titul mistra a dva tituly vicemistra světa.
Po skončení kariéry působil jako trenér nejen ve Slavii, ale i v reprezentaci. V letech 1969–1972 byl asistentem Karla Lázničky a v letech 1984–1989 byl kondičním trenérem a metodikem.

## Největší úspěchy

### Mistrovství světa ve volejbalu
- 1952: MS v Moskvě, 2. místo
- 1956: MS v Paříži, 1. místo
- 1960: MS v Rio de Janeiro, 2. místo

### Mistrovství Evropy ve volejbalu
- 1955: ME v Bukurešti, 1. místo
- 1958: ME v Praze, 1. místo